# Daniela Aleuy
Daniela Paz Aleuy Young (Coyhaique, 4 de septiembre de 1976) es una cantante chilena que fue lanzada a la fama por su participación en Pase lo que pase de TVN y por su exitoso paso en el Festival de Viña del Mar.

## Biografía
A los 18 años, estudiaba Ingeniería en Valparaíso, cuando decidió participar en el "Nescafé Concert", ganando el certamen con gran éxito, hecho que la convenció en seguir en el mundo de la música. Hasta 1997 cantaba en pubs, interpretando música hasta que fue descubierta por productores que la llevaron al canal "La Red" y en 1998 a TVN, donde se integró programas de alta audiencia como "La noche del mundial", "Corazón partío" y "Pase lo que pase", este último fue la plataforma que la hizo conocida a nivel nacional.
En el año 2000 firmó un contrato discográfico con Warner Music Group como solista, pudiendo editar su primer disco Así soy yo en el año 2001. Ese mismo año con la canción "El juego del amor", representó a Chile en el Festival de Viña del Mar, donde obtuvo el segundo lugar y  fue reconocida como una de las figuras más importante del certamen. es así como se hace merecedora del Premio "Artista Revelación", reconocimiento entregado por APES. 
Posteriormente éxitos como "Sol" y "Alguien como tú", lanzaron a la fama a la cantante, figurando en los primeros lugares de los rankings más importantes, entre ellos los de MTV. Años después decide alejarse de la escena musical, trasladándose a Viña del Mar, donde decide impulsar su carrera no solo de intérprete sino también de compositora, es así que durante los años 2004 y 2005 escribe y produce su segundo álbum Creer.
Regresa el año 2006 a los escenarios, de forma independiente y lo hace con una banda compuesta únicamente por mujeres. La gran calidad de su nuevo material la lleva a unirse a las filas del sello La Oreja, lanzando el nuevo disco en abril de 2006. En noviembre de 2007 viaja a México invitada a participar al Show de Radio Exa, donde junto a Kudai son los únicos músicos chilenos invitados. En esa ocasión recorre diversas ciudades promocionando su música recibiendo excelentes críticas por su trabajo.
Desde julio de 2008, se radica en la Ciudad de México, donde ha participado en la banda sonora de la película mexicana "Cómo no te voy a querer", interpretando el tema central, del mismo nombre.
Además, interpretó los temas de presentación y cierre en la versión en español, de la serie de anime, Taiho Shichauzo.
Entre los años 2010 y 2011 se encontraba en la promoción de su tercer álbum independiente "EnCerio" (2011), con sencillos como "Café Por La Mañana" y "Cada Cosa En Su Lugar", viajando por ciudades chilenas y mexicanas.

## Discografía
- 2001 Así soy yo (Warner Music)
- 2006 Creer (La Oreja)
- 2011 EnCerio (Independiente)